# Vulsor
Vulsor is een geslacht van spinnen uit de  familie van de Viridasiidae. De typesoort van het geslacht is Vulsor bidens.

## Soorten
- Vulsor bidens Simon, 1889[1]
- Vulsor isaloensis (Ono, 1993)[2][3]
- Vulsor occidentalis Mello-Leitão, 1922[4]
- Vulsor penicillatus Simon, 1896[5]
- Vulsor quartus Strand, 1907[6]
- Vulsor quintus Strand, 1907[6]
- Vulsor septimus Strand, 1907[6]
- Vulsor sextus Strand, 1907[6]